# Paralaurionita
La paralaurionita es un mineral de la clase de los minerales haluros, y dentro de esta pertenece al llamado “grupo de la matlockita”. Fue descubierta en 1899 en las minas de Laurión en la periferia de Ática (Grecia), siendo nombrada así por su relación con la laurionita. Un sinónimo poco usado es el de rafaelita.

## Características químicas
Es un hidroxi-cloruro de plomo. El grupo de la matlockita al que pertenece lo forman óxidos o haluros simples de metal con estructura en capas. Es dimorfo con la laurionita.

## Formación y yacimientos
Mineral de formación secundaria producto de las actividades de fundición, también de forma natural en los yacimientos de plomo por alteración por el agua de otros minerales. También puede formarse en yacimientos polimetálicos hidrotermales.
Suele encontrarse asociado a otros minerales como: laurionita, penfieldita, fiedlerita, fosgenita, leadhillita, matlockita, cerusita, hidrocerusita, diaboleíta o wherryíta.